# هوپمانت (ویرجینیای غربی)
هوپمانت (به انگلیسی: Hopemont) یک منطقهٔ مسکونی در ایالات متحده آمریکا است که در شهرستان پرستون، ویرجینیای غربی واقع شده‌است.